# Wellington Daniel Bueno
Wellington Daniel Bueno (São Paulo, 24 de agosto de 1995) es un futbolista brasileño que juega como defensa en el Kashiwa Reysol de la J1 League.
Jugó para clubes como el Shimizu S-Pulse, Vissel Kobe, Kashima Antlers y Tokushima Vortis.

## Trayectoria

### Clubes
| Club                      | País   | Año       |
| ------------------------- | ------ | --------- |
| Shimizu S-Pulse           | Japón  | 2014-2015 |
| Vissel Kobe (cedido)      | Japón  | 2015      |
| Kashima Antlers           | Japón  | 2016-2022 |
| Tokushima Vortis (cedido) | Japón  | 2018      |
| Atlético Mineiro (cedido) | Brasil | 2020-2021 |
| Kashiwa Reysol            | Japón  | 2023-     |

## Palmarés

### Títulos regionales
| Título             | Club             | Estado       | Año  |
| ------------------ | ---------------- | ------------ | ---- |
| Campeonato Mineiro | Atlético Mineiro | Minas Gerais | 2020 |
| Campeonato Mineiro | Atlético Mineiro | Minas Gerais | 2021 |

### Títulos nacionales
| Título             | Club            | País  | Año  |
| ------------------ | --------------- | ----- | ---- |
| J1 League          | Kashima Antlers | Japón | 2016 |
| Copa del Emperador | Kashima Antlers | Japón | 2016 |
| Supercopa de Japón | Kashima Antlers | Japón | 2017 |